# Nike Air Max

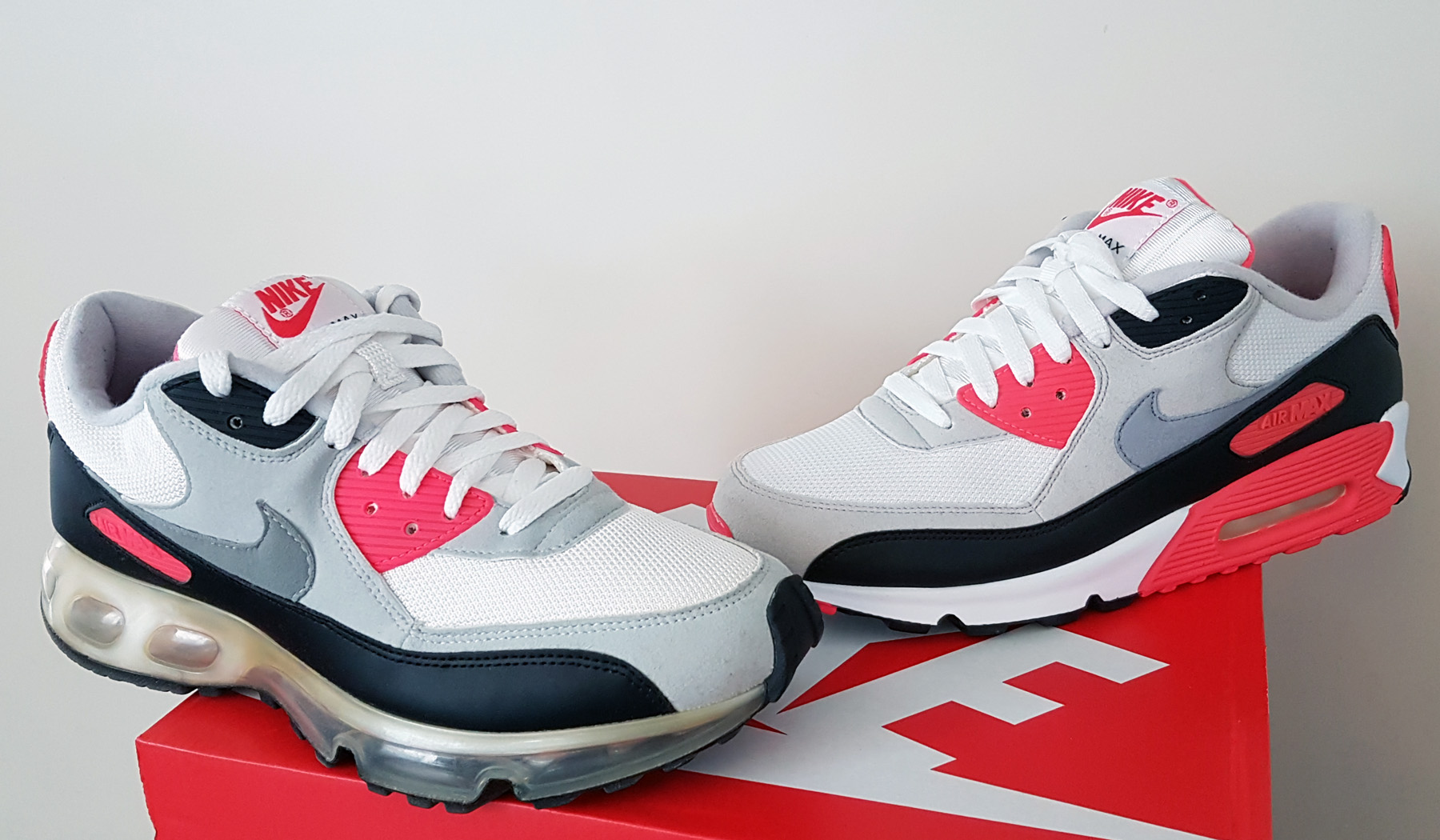
Air Max 5 650 hibrid (2006) alături de Air Max 90 (1990) în culoarea originală "Infraroșu"

Nike Air Max este o linie de pantofi lansată inițial de Nike, Inc. în 1987. Pantoful a fost inițial proiectat de Tinker Hatfield, care a început să lucreze pentru Nike, Inc. ca arhitect, proiectând magazine; el a proiectat, de asemenea, multe dintre modelele NMD .  Tehnologia Nike Air Max a fost creată și patentată de angajatul M. Frank Rudy .

## Prezentare generală

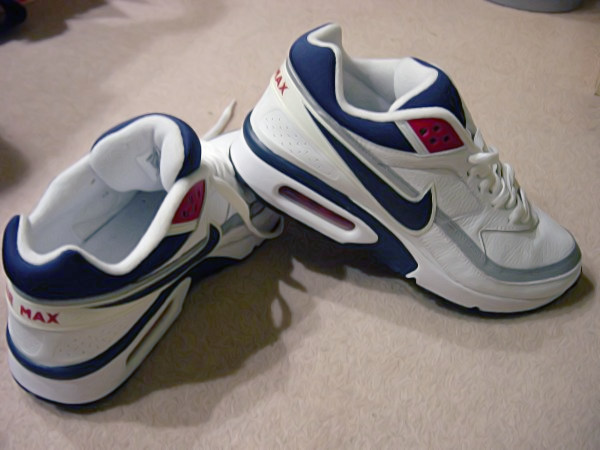
5 Air Max IV / Air Max 91; cunoscut astăzi ca Air Max BW (Big Window)

Pantoful Nike Air Max folosește o unitate mare de amortizare a aerului la călcâi, care este vizibilă pe partea laterală a mijlocului la majoritatea modelelor. Tipurile de amortizare Air Max includ: 
- 180 Air la începutul anilor 1990, care a fost vizibil prin partea inferioară a pantofului (deși porțiuni mai mici de unități de aer sunt vizibile prin fundul multor modele Air Max)
- "Air Max2" care nu are găurile în unitatea de amortizare și este de înaltă presiune,
- "Tube Air", care este vizibil în mai multe cercuri mici pe talpa interioară a pantofului,
- "Total Air", care este un alt cuvânt pentru amortizarea completă a Air Max,
- "Tuned Air", care este un sistem de pods individuale reglate la diferite zone ale piciorului.

## Cultură și modă

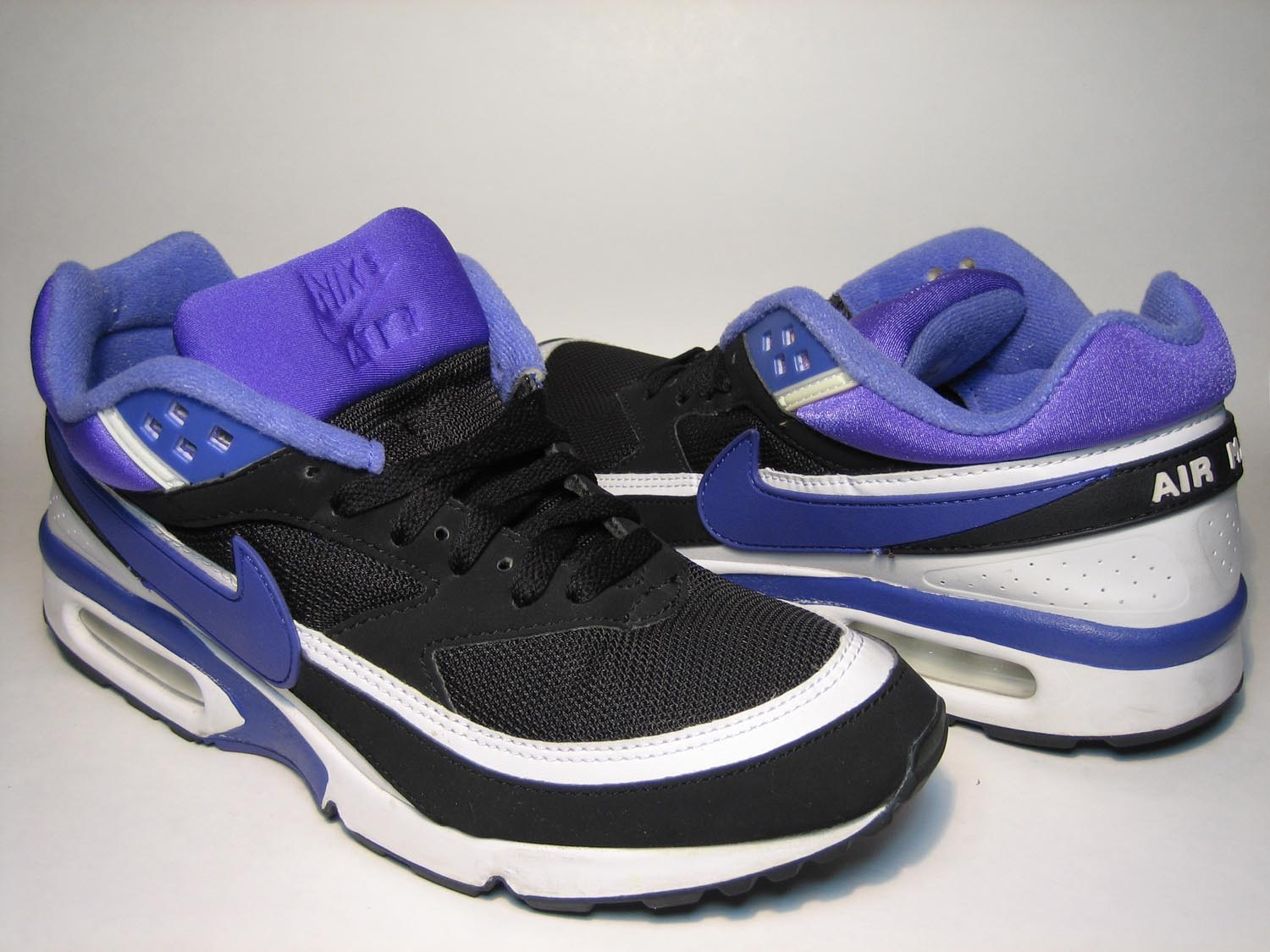
Air Max IV / BW în originalul său "Persian Violet"

Linia de adidași este populară printre multe subculturi, de exemplu Hip Hop, Gabber și clasa muncitoare. La mijlocul anilor 1990, linia, în special modelul Air Max 95, a cunoscut o astfel de creștere a popularității în Japonia, care a condus la un fenomen cunoscut sub numele de "vânătoarea Air Max". Prețurile extrem de umflate ale încălțămintei au condus la o erupție de răsturnări în țara în mod normal pașnică, în care purtătorii Air Max au fost atacați și pantofii lor au fost furați. Chiar și pantofii folosiți erau în cerere, iar falsurile au devenit, de asemenea, o problemă serioasă. 

## Air Max 1
Lansat în 1987 ca Air Max, Air Max 1 este primul pantof care are unitatea de amortizare a aerului de la Nike pe ecran complet. Suprafața pantofului a fost făcută din nylon și pâslă sintetică. Versiunea din piele a fost lansată mai târziu în 1988. O re-emitere din 1992 a luat trupul intermediar și talpa din Air Max III (numit acum Air Max 90) și a prezentat o suprafață din piele  . Nylon a fost adus înapoi într-o re-editare din 1995. 

## Air Max Light
Lansat în 1989 ca Air Max II, Air Max Light a cântărit mai puțin decât originalul, obținut prin înlocuirea mediană din față poliuretanică din față, cu una din spumă EVA. Re-lansat în 2007, Nike a continuat să lanseze culori suplimentare. 

## Air Max 90

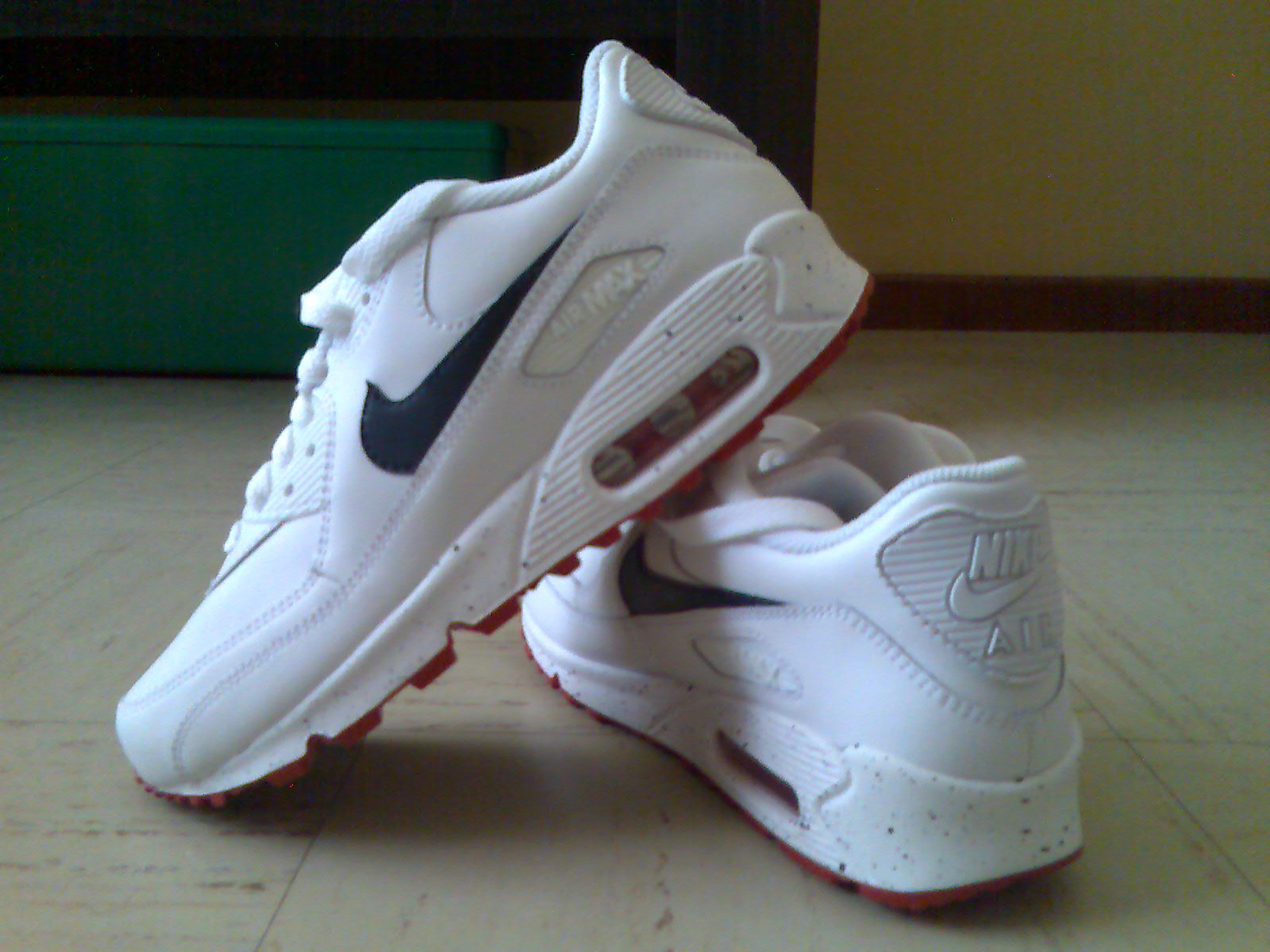
Air Max 5 CL

Cunoscut sub numele de Air Max III până în anul 2000, când a fost re-editat, luându-și numele de la anul lansării sale. Coloana originală alb / negru / gri răcit cu infraroșu a fost aleasă pentru a exagera grosimea pernei de aer unice. Nike a conceput special o pereche de Nike Air Max 90 pentru președintele George W. Bush . Imagini ale adidașilor personalizați au fost văzute în jurul Departamentului de arhive Nike, și au caracteristica AIR PRES împreună cu ceea ce pare a fi un colorway unic.

## Air Max 180

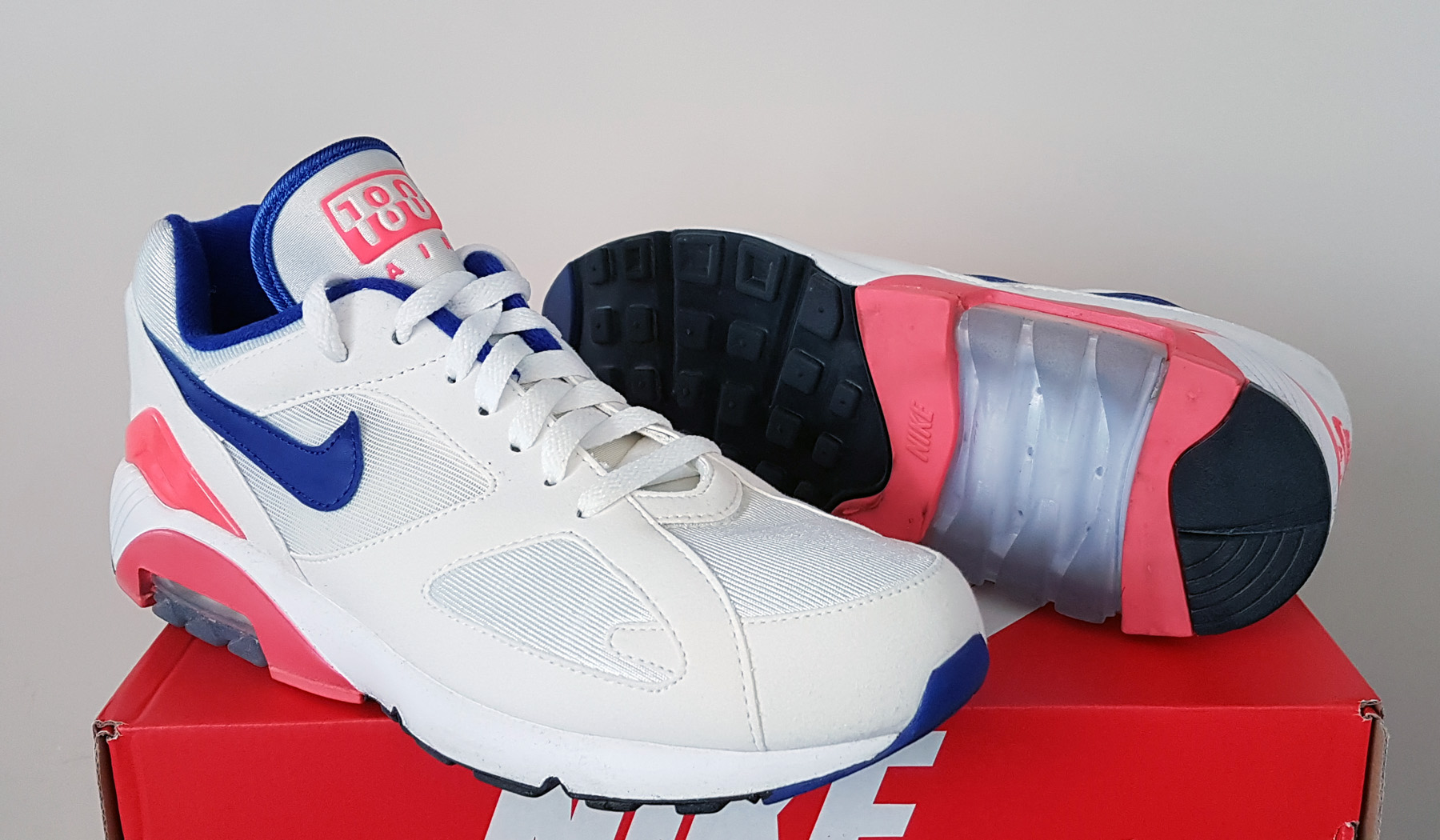
Air Max 180 în culoarea originală 1991 "Ultramarine". Unitate de aer vizibilă în talpă.

Lansat în 1991, Air Max 180 a prezentat o unitate de aer mai mare, vizibilă prin talpă. Tehnologia a fost folosită mai târziu în sneakerul Air Force 180. 

## Air Max 93

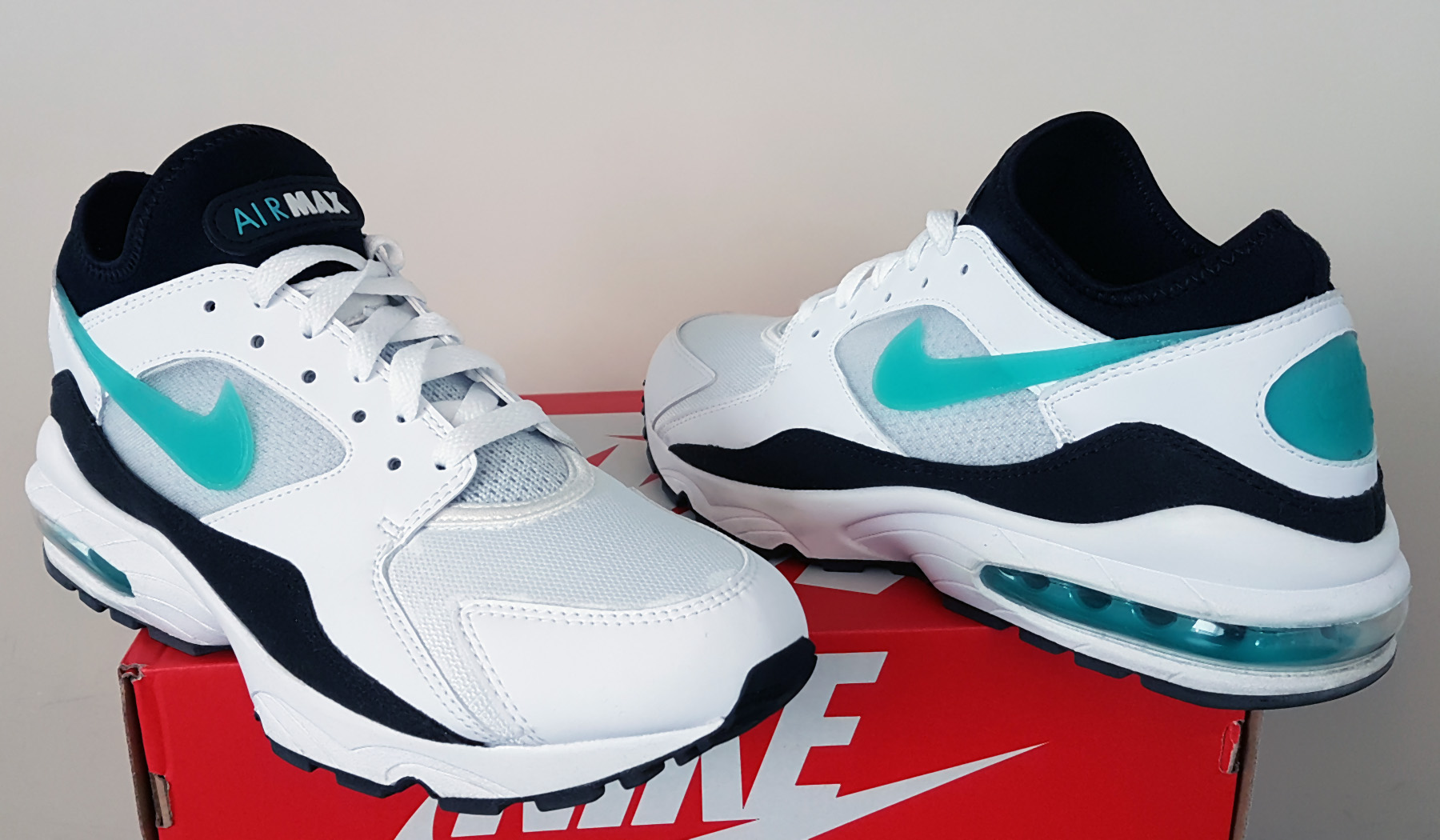
Air Max 93 în culoarea originală "Cactus". Unitate de aer vizibil în jurul călcâiului.

Lansat în 1993 ca Air Max 270, Air Max 93 a introdus o unitate de aer de 270 de grade și unități de aer colorate în raza de acțiune. Nike a folosit noi procese de fabricație pentru a asigura o protecție sporită a unității de aer mai mari și mai expuse. În partea superioară se găsea o formă mai asemănătoare șosetei derivată din pantoful din 1991, Air Huarache. 

## Air Max 95

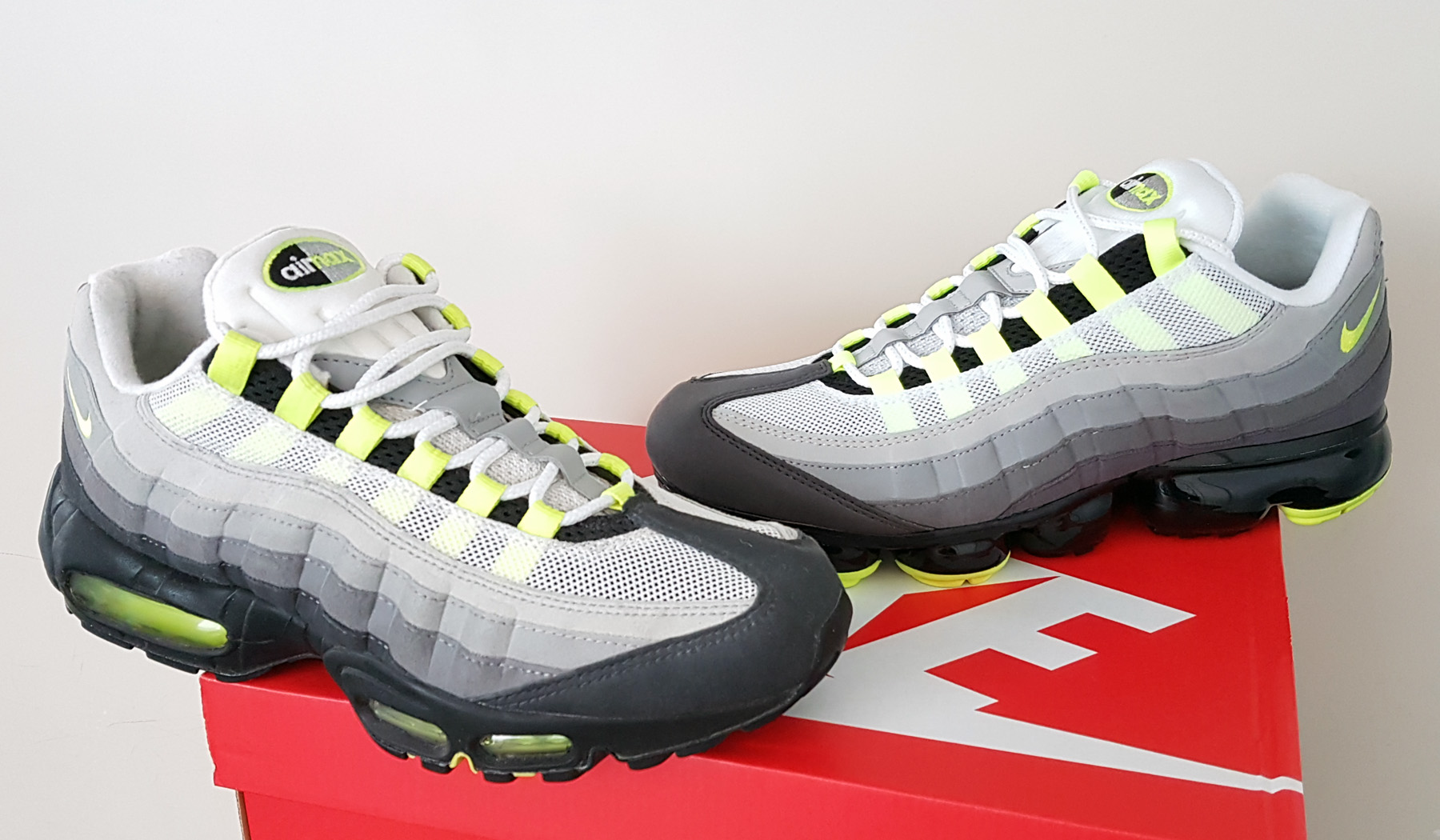
Air Max 95 (1995) lângă Vapormax 95 Hybrid (2018) în culoarea originală "Neon"

Designul vizual al modelului Air Max 95 a fost creat de Sergio Lozano, care a bazat designul Air Max 95 pe anatomia umană, cu coloana vertebrală a pantofului, asemănătoare coloanei umane și a materialelor destinate să reprezinte pielea, coastele și tendoanele.  Air Max 95 a fost prima pereche pe linia utilizării a două perne de aer în partea din față a pneului și a folosit tehnologia de presiune a aerului pentru a se potrivi cu curbura piciorușului purtătorului.  . Prima colorway era negru, neon galben și alb. Neon galben a fost folosit pentru a sublinia mai multe unități de aer. Pantoful a introdus de asemenea un swoosh mai mic Nike minimizat pe panoul lateral din spate. Versiunile originale au prezentat o citire a presiunii atmosferice "25 PSI" pe unitatea de aer din spate. Partea superioară include și materialul 3M Scotchlite. 
Produsul a fost menționat în cântecul hip-hop " Hate It or Love It " de The Game, care a fost un top 10 la nivel mondial în 2005. Referindu-se, de asemenea, de rapperii Gucci Mane în hit-ul single "Bricks" și Waka Flocka Flame pe piesa "Head First" în mixtape 2009, "Lebron Flocka James". Rapperul Eminem a creat o gamă limitată de Air Maxes vândute pentru caritate. 

## Air Max 97

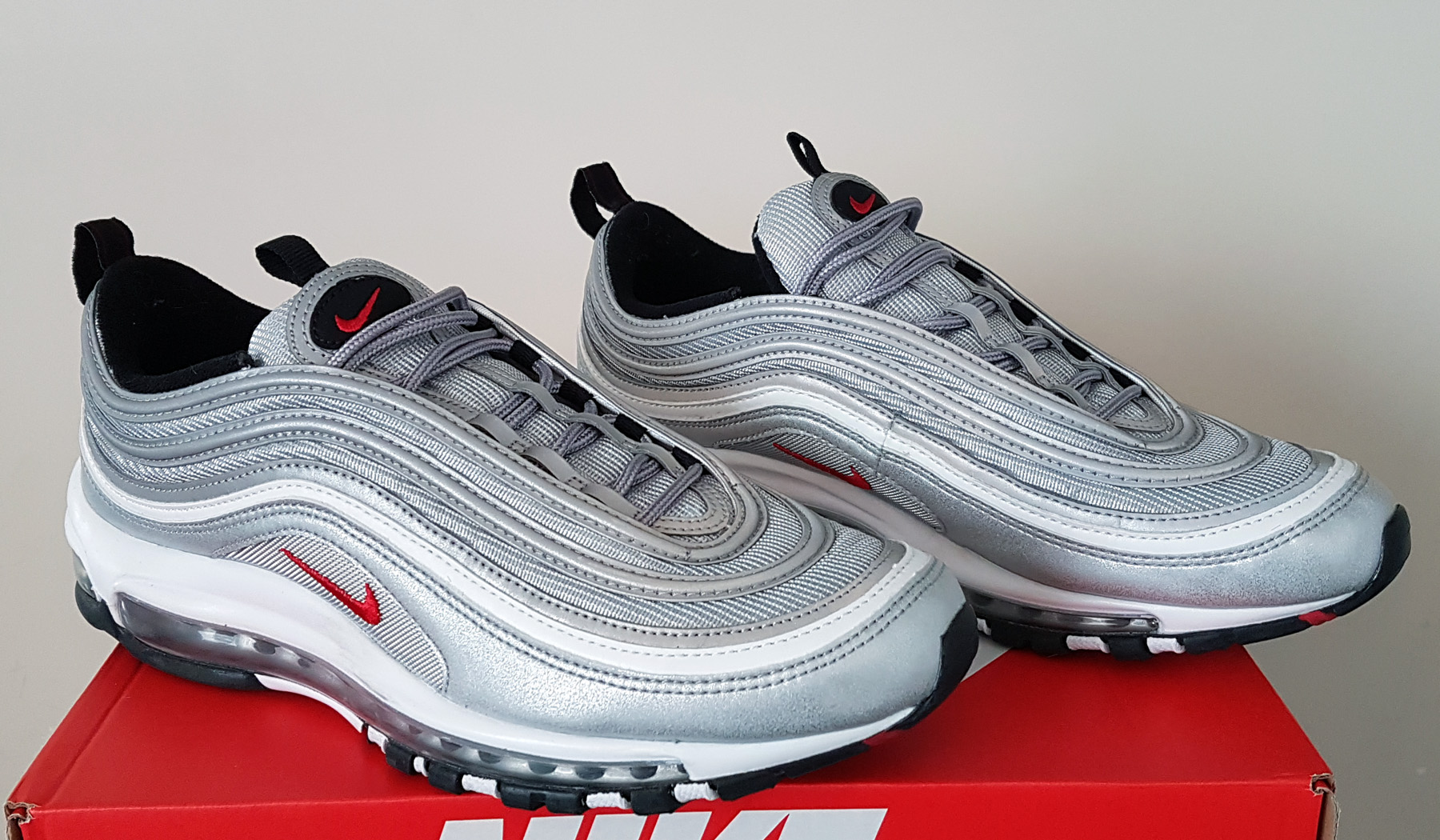
Air Max 97 în culoarea originala "Silver Bullet"

Air Max 97 din 1997 a fost inspirat de trenurile japoneze de mare viteză.  A fost introdus cu o culoare colorată de metal argintiu, care conținea o unitate vizibilă de aer aproape vizibilă. Partea superioară are trei linii reflectorizante din material 3M Scotchbrite. 

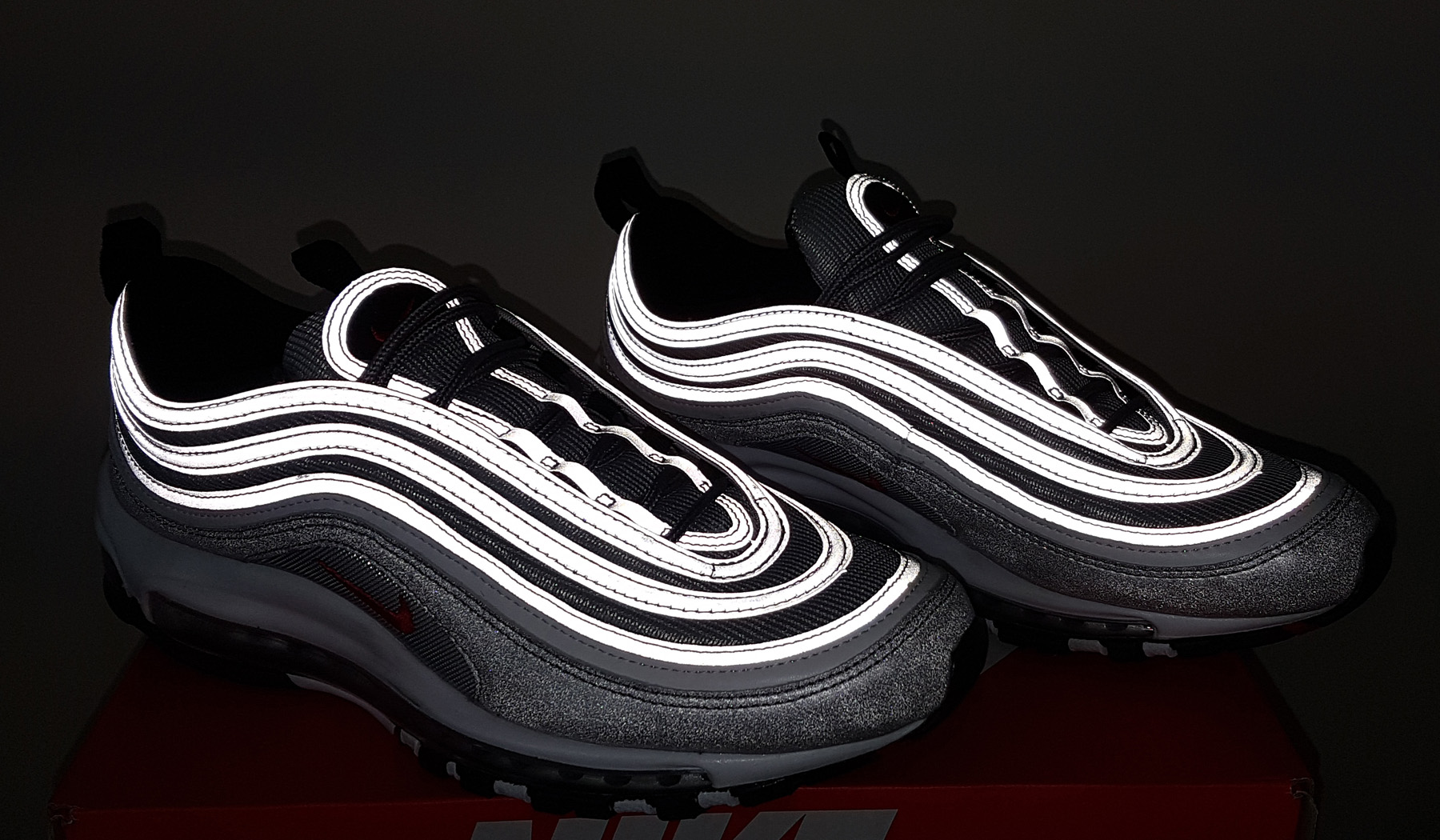
Fotografia cu aerul Max 97 evidențiază materialul 3M Scotchbrite reflectorizant

Nike Air Max 97 este un pantof de alergare Nike creat de Christian Tresser. Acesta a fost inspirat de trenurile Bullet Bullet de mare viteză din Japonia și prezintă o combinație de piele, spumă și Air full visible. Originalul "Silver Bullet" colorway a fost lansat din nou în SUA pe 13 aprilie 2017 pentru 160 de dolari. Peste 13 noi culori încep să lovească comercianții cu amănuntul începând cu 1 august 2017. 
Unele dintre culori sunt Khaki, Alb / Roșu, Tea Berry, Metallic Silver, B-side Pack, Guava Ice, True Brown, Pittsburgh Steelers, Phantom, Red / Lux Tan, Ocean Bliss, Navy Midnight, Tartan, Mustar și Metalic Gold. 

## Air Max Plus Tuned

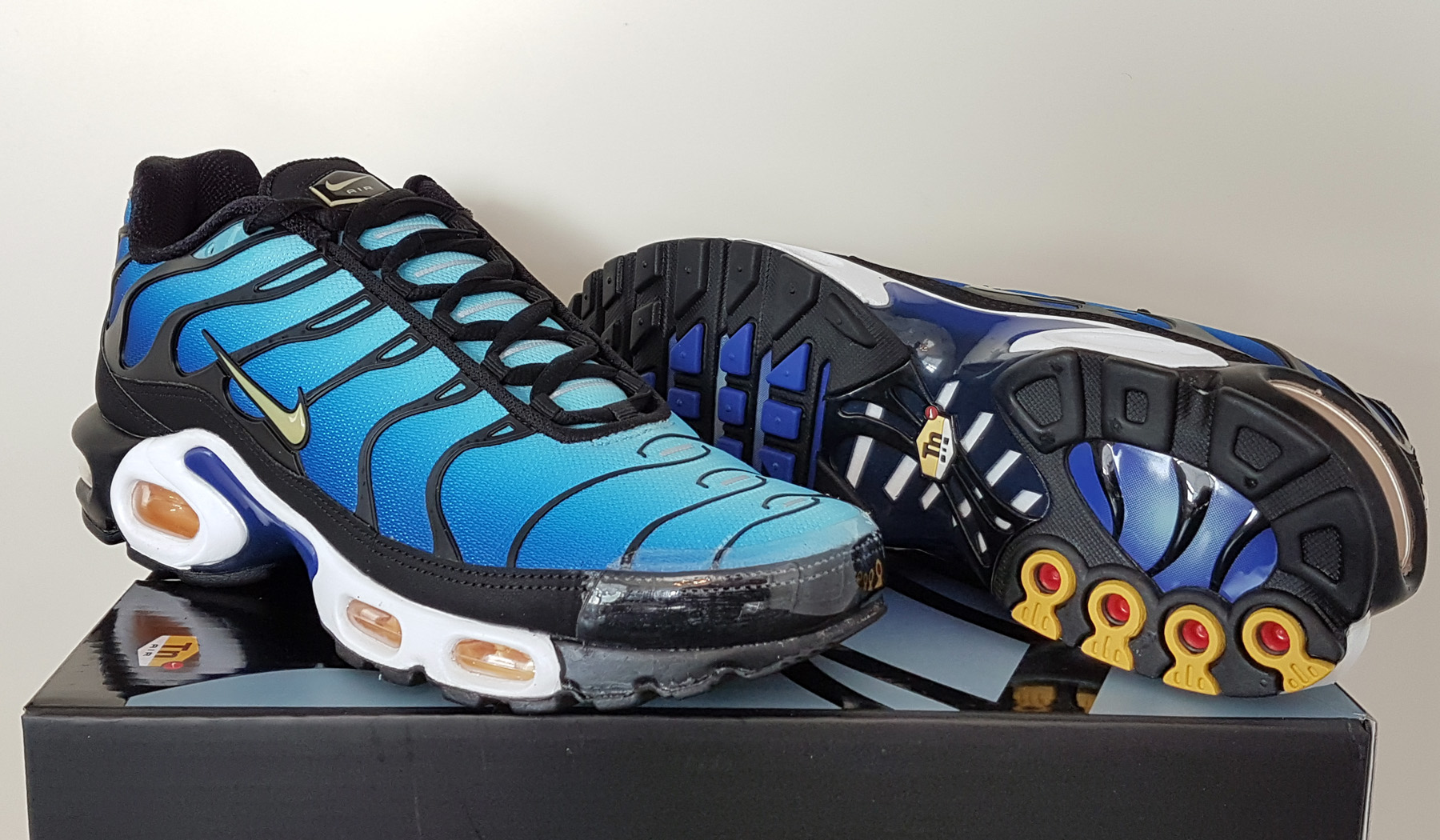
Air Max Plus în versiunea originală "Hyper Blue" din 1998. Sistem de aerisire vizibil în talpa exterioară.

Lansat în 1998, Air Max Plus a introdus sistemul Nike's Tuned Air  . Este adesea denumit Air Max TN. Proiectat de Sean McDowell, Air Max Plus a prezentat undă tranșantă inspirată de palmieri și un arc proeminent inspirat de o coadă de balenă. Eliberarea inițială a inclus o culoare colorată "Hyper Blue", caracterizată printr-un efect de zgârietură albastră. Swoosh-ul Nike a avut un aspect ușor neregulat, deoarece marginea interioară a fost adăugată de marginea interioară, spre deosebire de suprafața exterioară  . 

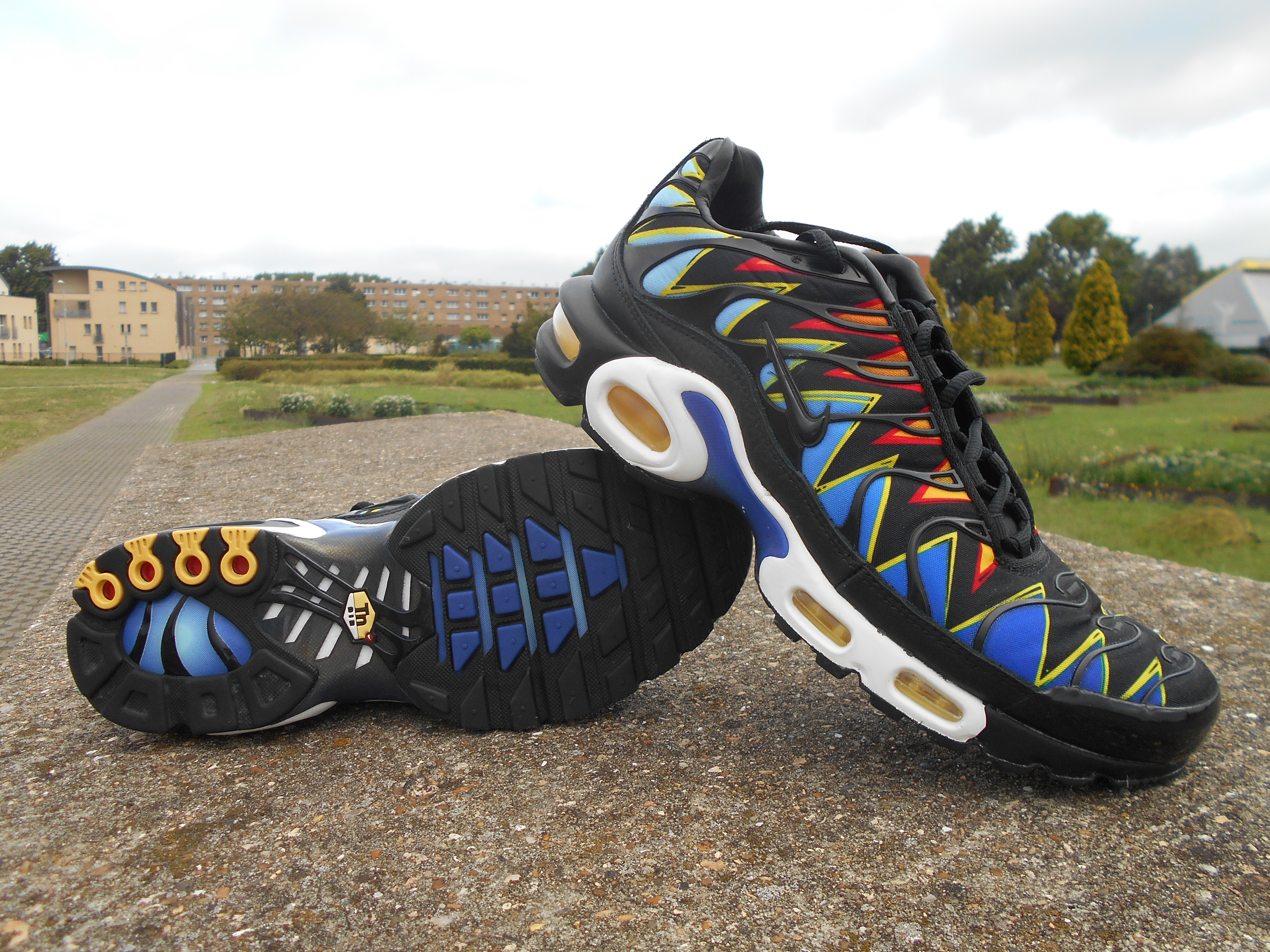
Nike Air Max Plus Tuned (2018)

## Air Max 360

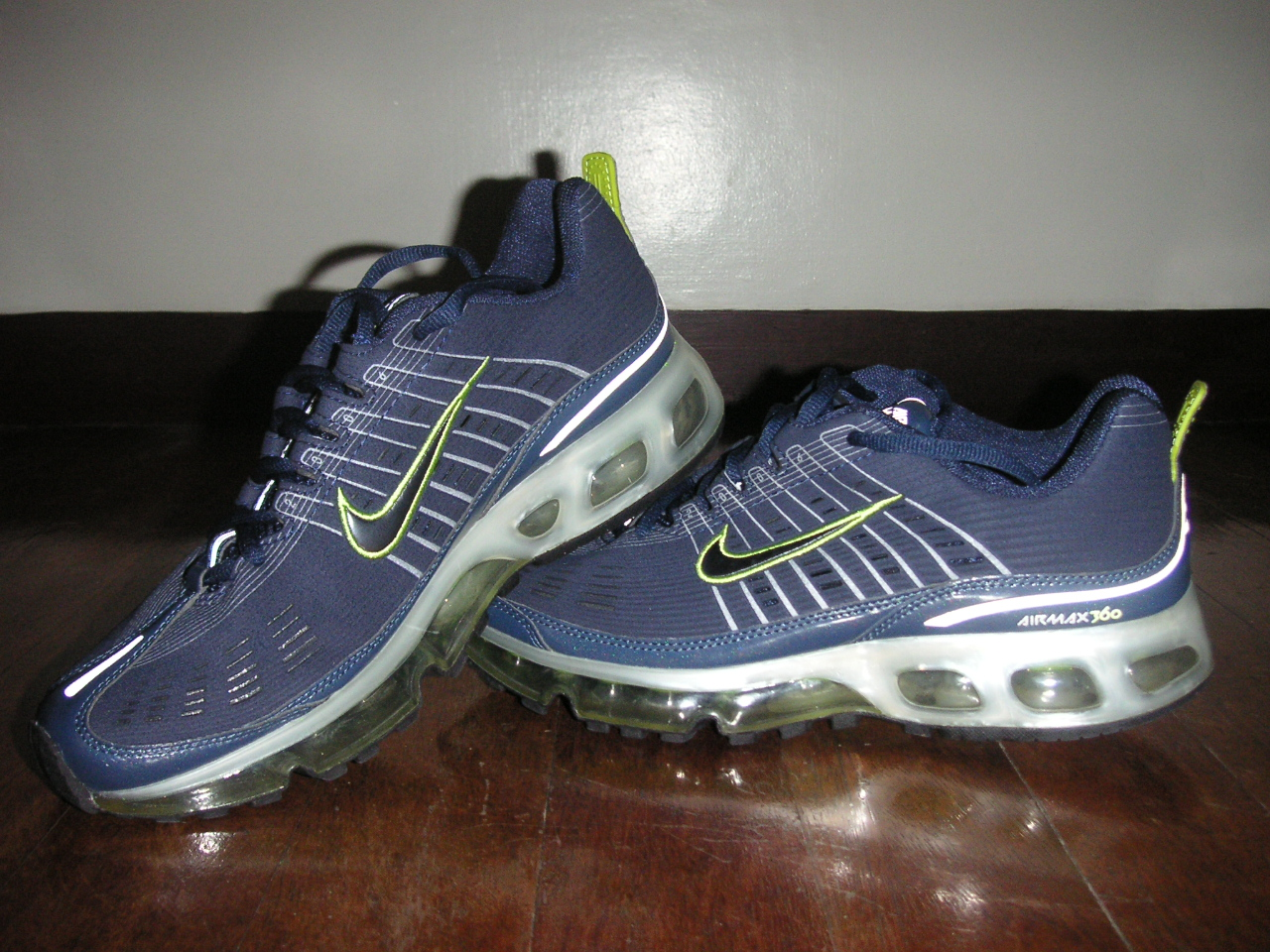
2006 Nike Air Max 360

Pe data de 21 ianuarie 2006, Nike a lansat modelul Air Max 360, un design nou de pantofi care utilizează Max Air pe toată suprafața pantofului. 
În septembrie 2006, Nike a introdus un pachet special "o singură dată", care a cuplat modelul 360 cu trei clasice. Cele trei perechi de pantofi folosite au fost Air Max 90, Air Max 95 și Air Max 97. Pentru această lansare specială, a fost utilizată designul tălpii 360 în locul tălpii normale a celor trei clasice. Pantofii au fost eliberați în cele trei culori originale: roșu pentru Air Max 90, verde / galben pentru Air Max 95 și gri / argintiu pentru Air Max 97. Ca și alte versiuni ale Air Max, au fost produse și ediții de lux. Aceste ediții de lux au rezistat aproximativ 500 mile (800 km)  înainte ca proprietățile lor de absorbție a șocurilor să se deterioreze. Utilizarea "360" de amortizare a aerului este menită să asigure longevitatea pantofilor. 

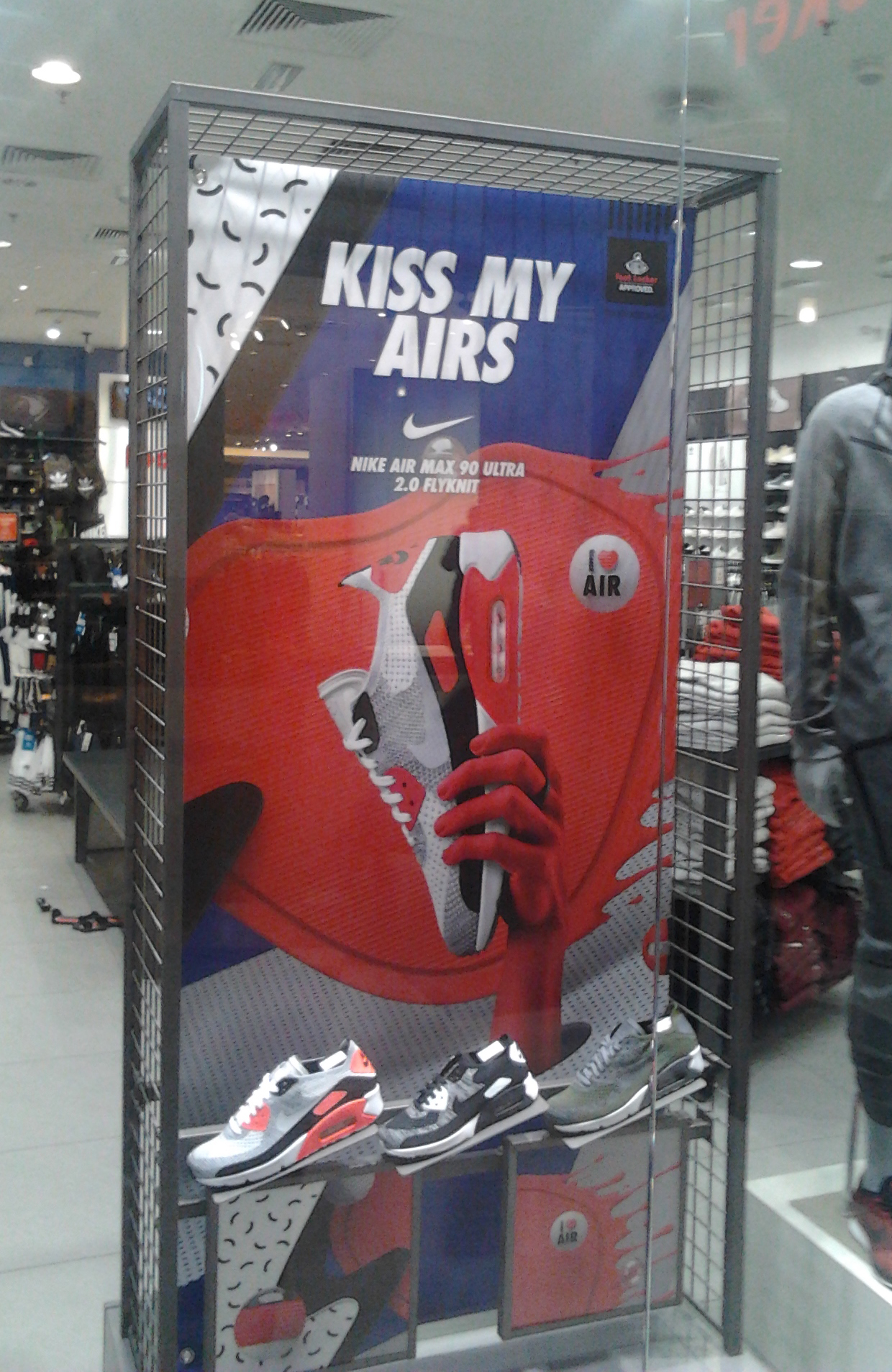
Panou publicitar Nike "Kiss My Airs" în Varșovia, Polonia

## Vapormax
Vapormax a fost lansat în martie 2017, proiectat de Kathy Gomez. 

## Reclame
Pantofii au fost inițial anunțați în 1987 cu o campanie TV care a folosit piesa Beatles " Revolution ", prima dată când o piesă Beatles a fost folosită într-o reclamă TV.  În anul următor, Nike a folosit sloganul Just Do It .  Ei au fost, de asemenea, sprijiniți de Bo Jackson în schimbul unei taxe de 100.000 de dolari, agenția de publicitate Wieden și Kennedy venind cu sloganul "Bo knows. . .“ . 

## Istorie
Modelele includ: 
- Air Max (cunoscut sub numele de Air Max 1) - 1987
- Air Stab - 1988
- Air Max II (cunoscut sub numele de Air Max Light ) - 1989
- Air Max III (cunoscut sub numele de Air Max 90 ) - 1990
- Air Max IV ( Air Max BW, Air Max Classic sau Air Classic BW ) - 1991
- Structura aeriană Triax 91 - 1991
- Air 180 (acum cunoscut sub numele de Air Max 180) - 1991
- Air Max ST - 1992
- Air Tailwind 92 - 1992
- Air Max 93 (cunoscut și ca Air Max 270 ) - 1993
- Air Max 94 - 1994
- Air Max 2 - 1994
- Air Max 2 Charles Barkley 34 (cunoscut sub numele de Air Max CB 34 ) - 1994
- Air Max Triax 94 - 1994
- Air Max Light 2 - 1994
- Air Total Max (cunoscut sub numele de Air Max 95 ) - 1995
- Air Max Racer - 1995
- Air Max 96 - 1996
- Air Max 96 II
- Air Max 97
- Air Max 98
- Air Max 98 II
- Air Max 99
- Air Pillar
- Air Max Posterize SL
- Air Max Deluxe
- Air Max 2000
- Air Max Plus (cunoscut sub numele de Air Max TN )
- Air Max 120
- Air Max Ltd - 2002
- Air Max 2003
- Air Max 2004
- Air Max Destined - 2006
- Air Max 360 - 2006
- Air Max 180 - 2006
- Air Max 360 - 2007
- Air Max 180 II - 2008
- Air Max Elite
- Air Max 180 III - 2008
- Air Max T-Zone - 2009
- Air Max Skyline
- Air Max 2009
- Air Max 90 Current - 2009 (reproiectarea Air Max 90, incluzând cutia de toe)
- Air Maxim - 2009 (reproiectarea modelului Air Max 1, cu materiale Flywire sau torch)
- Air Max BW Gen II - 2010 (reproiectarea modelului Air Max BW, cu materiale pentru torțe)
- Air Max 2010
- Air Max Tailwind + 2
- Air Max Trainer 1
- Air Max Trainer 1+ (cu Flywire, curea de prindere și tehnologia 360 Air Max)
- Air Max Turbulence - 2010
- Air Max 2011
- Comanda Air Max
- Air Max 24/7
- Air Max + 2012
- Air Max + 2013
- Air Max Defy Run
- Air Max Minot
- Air Max Motion
- Air Max + 2014
- Air Max Direct
- Flyknit Air Max
- Air Max Zero
- Air Max Prime
- Air Max Tavas
- Air Max + 2015
- Fingertrap Max
- Air Max + 2016
- Air Max + 2017
- Air Max invigor
- Air Max 95
- Air Max Torch IV
- Air Max 97 OG [13]
- Air Max 270
- Air Max 720

Modelul din 1993 a fost primul care a prezentat o unitate de aer cald vizibil atât în spate cât și pe lateral, iar modelul din 1995 a fost primul care a prezentat aerul din față. Modelul din 1997 a fost primul care a inclus o Air Bag. 